# Пояна-Теюлуй (комуна)
Пояна-Теюлуй (рум. Poiana Teiului) — комуна у повіті Нямц в Румунії. До складу комуни входять такі села (дані про населення за 2002 рік):
- Галу (437 осіб)
- Дрепту (697 осіб)
- Келугерень (76 осіб)
- Петру-Воде (1473 особи)
- Пириул-Фагулуй (302 особи)
- Пояна-Ларгулуй (740 осіб)
- Пояна-Теюлуй (611 осіб)
- Рошень (79 осіб)
- Русень (145 осіб)
- Севінешть (319 осіб)
- Тополічень (358 осіб)

Комуна розташована на відстані 298 км на північ від Бухареста, 39 км на північний захід від П'ятра-Нямца, 126 км на захід від Ясс.

## Населення
За даними перепису населення 2002 року у комуні проживали 5237 осіб.
Національний склад населення комуни:
| Національність   | Кількість осіб | Відсоток |
| ---------------- | -------------- | -------- |
| румуни           | 5232           | 99,9%    |
| цигани           | 3              | 0,1%     |
| угорці           | 1              | < 0,1%   |
| росіяни-липовани | 1              | < 0,1%   |

Рідною мовою назвали:
| Мова      | Кількість осіб | Відсоток |
| --------- | -------------- | -------- |
| румунська | 5233           | 99,9%    |
| циганська | 3              | 0,1%     |
| угорська  | 1              | < 0,1%   |

Склад населення комуни за віросповіданням:
| Релігія       | Кількість осіб | Відсоток |
| ------------- | -------------- | -------- |
| православні   | 5183           | 99,0%    |
| старообрядці  | 8              | 0,2%     |
| римо-католики | 2              | < 0,1%   |
| реформати     | 2              | < 0,1%   |